# L'Atelier du forgeron
L'Atelier du forgeron (en anglais The Blacksmith's Shop) est un thème récurrent dans l'œuvre de Joseph Wright of Derby, qui l'a repris entre 1771 et 1773 dans cinq de ses tableaux. La version conservée dans sa ville natale a été peinte en 1771.

## Description
La version du Derby Museum and Art Gallery montre une échoppe où trois hommes s'affairent à forger une pièce de fer ou d'acier. La présence de visiteurs et l'heure nocturne s'expliquent pour l'observateur par la présence en arrière-plan d'un maréchal-ferrant qui travaille à l'extérieur. Wright a imaginé un voyageur tombé en panne en cours de route et le maréchal-ferrant travaille donc à la lumière d'une chandelle. Cette situation permet à Wright de montrer son talent et son intérêt pour les jeux d'ombre et de lumière. Sur la droite du tableau un invalide s'appuie sur un bâton. Nicolson note que ce personnage n'est pas traité par le peintre avec condescendance, mais avec respect. L'homme paraît trop vieux pour travailler mais porte sur ceux qui l'entourent le regard du philosophe.

## Histoire
Le tableau de 1771 fut acheté par The Art Fund et le Derby Museum and Art Gallery en 1979, à la famille Greg qui le possédait depuis 1875, pour approximativement 69 000 livres sterling.

## Autres versions
Une autre version de 1771, également intitulée L'Atelier du forgeron, fut vendue au premier Lord Melbourne. Elle resta dans la famille Melbourne jusqu'à ce qu'elle soit achetée et donnée à Down House où elle rejoignit la collection à la mémoire de Charles Darwin. Cette version est maintenant dans la collection Mellon.
Les versions suivantes, qui montrent une forge à la place d'un atelier plus traditionnel, se trouvent maintenant au musée de l'Ermitage de Saint-Pétersbourg et à la Tate de Londres. Dans ces deux tableaux le personnage principal travaille avec une forge hydraulique, sous l'œil attentif de sa famille. La nature nocturne des « tableaux de nuit » de Wright le distinguait aux yeux de ses contemporains. Cependant la réelle nouveauté était dans le sujet. Les forges hydrauliques n'étaient pas nouvelles, mais Wright innovait en proposant d'en faire des sujets acceptables pour une représentation artistique. C'est pour cette raison que les tableaux de Wright sont souvent utilisés comme symboles de la révolution industrielle et des Lumières. Wright fut une personnalité éminente liée à la Lunar Society et à la société philosophique de Derby, dont les membres donnaient forme au développement des sciences et des techniques en Angleterre.
En 1772, Wright créait sur le même thème une variante de 112 centimètres sur 132, baptisée La Forge, qui fut vendue à Lord Palmerston pour 200 livres sterling. Cette version est toujours propriété de la famille Palmerston. Une autre variante, de 104 centimètres sur 140, intitulée Une Forge vue de l'extérieur, se vendit à l'impératrice Catherine de Russie. Celle-ci acheta ensuite à Wright deux autres tableaux, l'un sur des feux d'artifice, l'autre faisant partie de ses peintures du Vésuve. Cependant le tableau de la forge était considéré comme le meilleur des trois.

## La forge chez les artistes
Le motif de la forge issu du monde industriel a grandement marqué les artistes. Comme Wright of Derby, Ignace-François Bonhommé et Maximilien Luce en France, le belge Constantin Meunier ou l'ukrainien Vladimir Baranoff Rossiné ont travaillé le sujet.

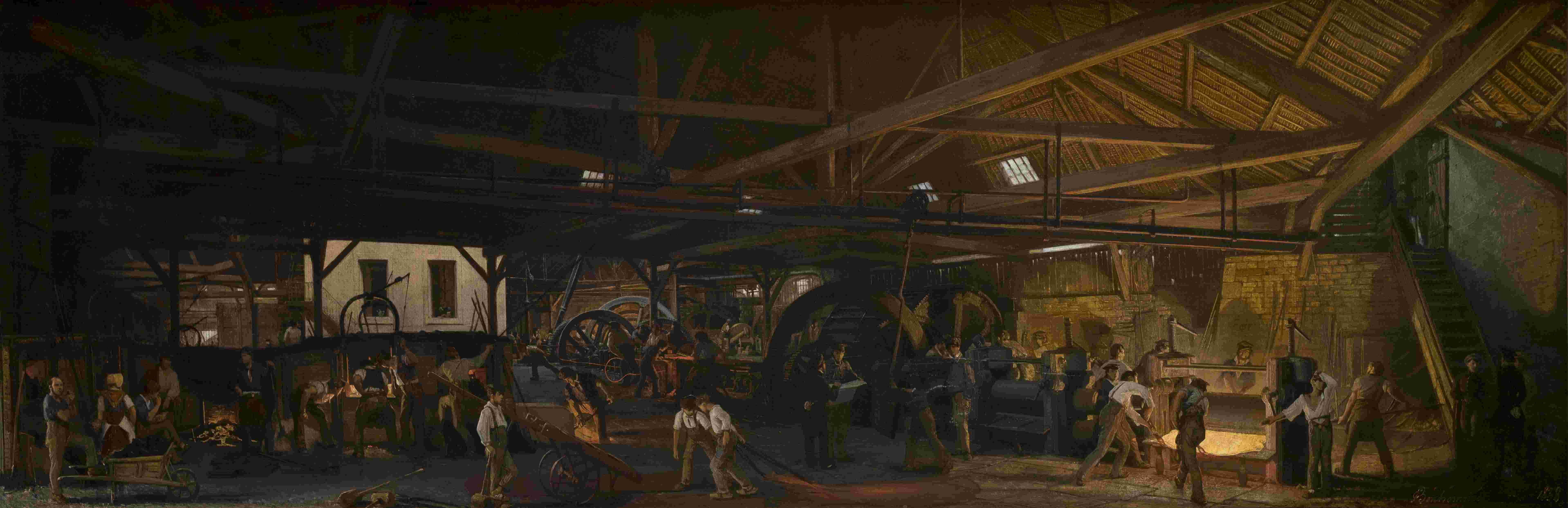
Ignace-François Bonhommé, Tôlerie des forges d'Abainville, 1838, huile sur toile, Jarville-la-Malgrange, Féru des Sciences